# Мишівське
Мишівське — селище в Україні,  у Шаргородській міській громаді Жмеринського району Вінницької області. Населення становить 17 осіб.

## Історія
12 червня 2020 року відповідно до Розпорядження Кабінету Міністрів України № 707-р «Про визначення адміністративних центрів та затвердження територій територіальних громад Вінницької області» увійшло до складу Шаргородської міської громади.
19 липня 2020 року, в результаті адміністративно-територіальної реформи та ліквідації Шаргородського району, селище увійшло до складу Жмеринського району Вінницької області.